# 川村清人
川村 清人（かわむら きよと、1981年12月4日- ）は、日本の映画監督。福島県福島市出身。立教大学文学部日本文学科卒。

## 略歴・人物
立教大学にて篠崎誠、阿部嘉昭らの講義を受け、映画に目覚める。大学卒業後、映画美学校フィクションコースに入学、万田邦敏に師事する。高等科助成企画として2007年『目のまえ』を初監督。
- 2010年自主制作にて『forgive』を監督し、第6回札幌国際短編映画祭最優秀国内作品賞、水戸短編映像祭準グランプリ、山形国際ムービーフェスティバル映像部門最優秀賞など数多くの映画祭で上映、受賞を果たす。
- 2011年にはVシネマ『ラブホなお仕事』（出演：横山美雪、範田紗々、櫻井ゆうこ）、自主制作にて『新しい生活』を監督。
- 2012年『あなたの知らない怖い話劇場版』（主演:森田涼花）にて劇場デビュー。
- 2013年には『GREAT ROMANCE』を飯塚貴士と共同監督し、MOOSIC LAB2013特別賞と女優賞（清瀬やえこ）を受賞。
- 2014年には吉本興業の地域発進型映画『ハートに火をつけて』を監督し、沖縄国際映画祭に参加[1]。DLEの人気フラッシュアニメとコラボレートした『Go!Go!家電男子 THE MOVIE アフレコパニック』の実写パートを監督、ユナイテッドシネマ豊洲をはじめ全国５館にて公開された[2]。『夜があけたら』(主演:武田梨奈)が、新宿K'sシネマにてレイトショー公開。またゆうばり国際ファンタスティック映画祭2015のフォアキャスト部門にて上映[3]。
- 2016年片平里菜の楽曲を福島市で映画化した『最高の仕打ち』が沖縄国際映画祭で上映。同作品で「ひかりTV応援賞」受賞。
- 2017年おかずクラブ主演ミュージカル映画『ハーベスト！』が沖縄国際映画祭で上映。
- CSフジテレビTWOのドラマ『過ちスクランブル』が2017年11月19日より放送。

現在は、映画を中心にドラマ、ミュージックビデオなど幅広く活動している。

## 映画作品
- ネバーエンディングジャーニー　監督・脚本　出演:中村有沙、はら（ゆにばーす）ほか
- 過ちスクランブル（2017）演出：川村清人　脚本：粟島瑞丸　川村清人　出演：趣里、橋本マナミ、若葉竜也、市川しんぺー　主題歌：Shiggy Jr.「誘惑のパーティー」
- GREAT ROMANCE Ⅱ（2017）監督・脚本　※飯塚貴士監督との共同作品
- ハーベスト！（2016）監督・脚本　出演：ami（J☆Dee'Z）、おかずクラブ、森本亮治、中村まこと
- 最高の仕打ち（2016）監督・脚本　出演：片平里菜、富山えり子、ami（J☆Dee'Z）、板倉俊之（インパルス ）、倉田あみ
- 夜があけたら（2014）監督・脚本　出演:武田梨奈
- Go!Go!家電男子 THE MOVIE アフレコパニック（2014）監督　出演:浜野謙太、松居大悟、中山祐一朗、花澤香菜、細川茂樹
- ハートに火をつけて（2014）監督・脚本　出演:スリムクラブ、須藤温子、坂本あきら、和泉ちぬ、三瓶、武田幸三
- THEATER OF THE DEAD（2013）監督・脚本
- GREAT ROMANCE（2013）監督・脚本　※飯塚貴士監督との共同作品
- あなたの知らない怖い話 劇場版（2012）監督（主演:森田涼花）
- あなたの知らない怖い話４『幸せの電話』『赤丸マップ』（2012年）監督
- あなたの知らない怖い話３『産んでないし』『あの公園のあの娘』（2012年）監督
- 新しい生活 （2012年）監督・脚本
- ラブホなお仕事（2011年）監督出演：横山美雪、範田紗々、櫻井ゆうこ
- forgive（2010年）監督・脚本
- 目のまえ（2007年）監督・脚本

## MV
- The Wisely Brothers『庭をでて』
- Emerald『step out』
- マッシュルームズ「MAGICAL MYSTERY TOUR」
- 2.5次元ミュージカルDance with Devils「マドモ★アゼル」
- アイドルネッサンス『Funny Bunny』（2015）
- Emerald『Summer Youth』（2014）
- うみのて『SAYONARA BABY BLUE』（2013）
- Merpeoples『Silent Sleep』（2013）
- The Future Ratio 『It's Only Talking Heads』(2011)
- throwcurve 『N.I.P』（2010）